# Rambler (Suchmaschine)
Rambler (russisch Рамблер, aber eigentlich ein Anglizismus im Russischen, abgeleitet vom englischen Wort rambler / Wanderer) ist eine seit 1996 bestehende Suchmaschine aus Russland. An die Suche wurden in den folgenden Jahren mehr und mehr Features (Verzeichnis, Webmail, Nachrichten, Foren u. a.) angeschlossen.
Im Jahr 2000 überschritt Rambler die Grenze von einer Milliarde Suchanfragen. Lange Zeit ist innerhalb des russischen Sprachraums Rambler bei der Websuche einer der Marktführer. Rambler sucht nach russischen, ukrainischen und englischen Begriffen. Die Suchmaschine Rambler gehört der Holding Rambler Media Group, zu der bis 2006 auch der Fernsehkanal Rambler TV gehörte.